# Светлое (озеро, Чувашия)
Све́тлое (чув. Светлое) — пресное озеро в Чебоксарском районе Чувашии.
Расположено  в 20 км северо-западнее посёлка Сосновка, в окружении соснового бора. В 1,5 км от озера протекает река Парат. Озеро имеет карстовое происхождение, овальной формы, несколько вытянутое с северо-востока на юго-запад.
Площадь озера — 13 га, длина — 500 м, ширина — 350 м, максимальная глубина — 16 м. До строительства Чебоксарского водохранилища максимальная глубина составляла 8,9 м (данные СевНИИИГиМ, 1967). Вода в озере исключительно чистая, без цвета и запаха. Прозрачность достигает 2 м. Температура поверхностного слоя 22 °C (июль 1996).
Водная растительность опоясывает берега озера полосой шириной до 10 м. Среди растительности преобладают тростник, рдест блестящий, рдест остролистный, рогоз узколистный, встречаются осока ложноситевидная, кипрей болотный, кубышка жёлтая, стрелолист, водокрас, белокрыльник, зюзник европейский, череда поникшая, сабельник болотный. В озере водятся несколько видов рыб: толстолобик, карп чешуйчатый, карась, линь, щука, ротан, плотва.
Здесь часто отдыхают и рыбачат жители Чувашии и Марий Эл.
Озеро Светлое с прилегающими лесами общей площадью 396 га имеет статус памятника природы республиканского значения.